# Лайоло, Джованни
Джованни Лайоло (итал. Giovanni Lajolo; род. 3 января 1935, Новара, королевство Италия) — итальянский куриальный кардинал. Апостольский нунций в Германии с 7 декабря 1995 по 7 октября 2003. Секретарь по отношениям с государствами Государственного секретариата Ватикана c 7 октября 2003 по 15 сентября 2006. Председатель Папской Комиссии по делам государства-града Ватикана и губернатор государства-града Ватикан с 15 сентября 2007 по 1 октября 2011. Кардинал-дьякон с титулярной диаконией Санта-Мария-Либератриче-а-Монте-Тестаччо с 24 ноября 2007 по 19 мая 2018. Кардинал-священник с титулярной диаконией pro hac vice Санта-Мария-Либератриче-а-Монте-Тестаччо с 19 мая 2018.

## Ранняя жизнь и образование
Лайоло родился 3 января 1935 года в итальянском городе Новара. Сын Карло Лайоло, врача, и Тереза Тобья; прежде чем выйти замуж, его мать, девочкой, эмигрировала со своей семьёй в Соединённые Штаты Америки и получила американское гражданство, которое она сохранила после своего возвращения в Италию. Джованни был крещён 6 января 1935 года в базилике Сан-Гауденцио в Новара.
Джованни Лайоло учился в семинарии Новары, в Папской Римской семинарии, а также в Папском Григорианском университете в Риме, где получил степень лиценциата по философии в 1955 году, и лиценциат богословия в 1959 году. Обучался в Мюнхенском университете, где он получил докторскую степень в области канонического права в 1965 году, и в Папской Церковной Академии, с 1965 года по 1968 год, где изучал дипломатию. Кроме родного итальянского, он также говорят на немецком, английском и французском языках.

## Священство, на дипломатической службе Святого Престола
29 апреля 1960 года рукоположён во священника. Рукополагал Уго Полетти — титулярный епископ Мадели, вспомогательный епископ Новары. Инкардинирован в епархию Новары. Продолжал дальнейшее обучение в Риме.
Поступил на службу в Государственный секретариат Святого  Престола в 1970 году. С 1970 года по ноябрь 1974 года, работал в апостольской нунциатуре в Германии, соработничая с апостольским нунцием Коррадо Бафиле — будущим кардиналом. С ноября 1974 года сотрудник Совета по общественным делам Церкви. Назначен советником апостольской нунциатуры 1 января 1983 года. Монсеньор Лайоло внимательно следил за переговорами, которые привели к подписанию в 1984 году пересмотренного конкордата между Италией и Святым Престолом.

## Архиепископ и куриальный сановник
3 октября 1988 года назначен титулярным архиепископом Чезарианы и Секретарём Администрации церковного имущества Святого Престола Римской курии. 6 января 1989 года посвящён в епископы, с титулом титулярного архиепископа Чезарианы. Ординация была проведена в Ватиканской патриаршей базилики, которую проводил Папа римский Иоанн Павел II, при содействии соконсекраторов титулярного архиепископа Аманзии Эдуарда Идриса Кассиди — заместителя Государственного секретаря Святого Престола и бывший архиепископ Новой Сеговии Хосе Томас Санчес — секретарь Конгрегации евангелизации народов.
Своим епископским девизом Лайоло избрал Deus Dominus et illuxit nobis (Бог—Господь, и осиял нас; Пс 117:26).
Апостольский нунций в Германии с 7 декабря 1995 года по 7 октября 2003 года, за это время в Германии, он организовал павильон Святого Престола на всемирной выставке 2000 года в Ганновере и перевёл апостольскую нунциатуру из Бонна в Берлин, а также, архиепископ Лайоло был ответственен за многие дипломатические соглашения между Святым Престолом и различными землями Германии: в 1996 году с Саксонией, в 1997 году с Тюрингией и Мекленбургом-Передней Померанией, а в 1998 году с землёй Саксония-Анхальт, и, наконец, в 2003 году с Бранденбургом и с вольным городом Бременом.
Секретарь по отношениям с государствами Государственного секретариата Ватикана с 7 октября 2003 года по 15 сентября 2006 года, 21 апреля 2005 года подтверждён на своём посту новым Папой римским Бенедиктом XVI.
22 июня 2006 года назначен председателем Папской Комиссии по делам государства-града Ватикана и губернатором государства-града Ватикан, однако назначение вступило в силу 15 сентября 2006 года.

## Кардинал
17 октября 2007 года папа римский Бенедикт XVI объявил о том, что назначит 23 новых кардинала на консистории от 24 ноября 2007 года. Среди новых пурпуроносцев имя и Джованни Лайоло.
24 ноября 2007 года Джованни Лайоло был возведён в сан кардинала-дьякона с титулярной диаконией Санта-Мария-Либератриче-а-Монте-Тестаччо.
3 сентября 2011 года Папа Бенедикт XVI принял, в соответствии с каноном 354 Кодекса канонического права, отставку кардинала Джованни Лайоло, с постов председателя Папской Комиссии по делам государства-града Ватикана и губернатора государства-града Ватикан, попросив его остаться исполнять обязанности до 1 октября 2011 года, со всеми присущими обязанностями своей службы. В то же время Папа назначил главой обоих ватиканских дикастерий титулярного архиепископа Урбисальи Джузеппе Бертелло — апостольского нунция в Италии и Республике Сан-Марино, который принял эти должности 1 октября 2011 года.
Участник Конклава 2013 года.
3 января 2015 года кардиналу Джованни Лайоло исполнилось восемьдесят лет и он потерял право на участие в Конклавах.
19 мая 2018 года, возведён в сан кардинала-священника.

## Награды
- Кавалер Большого креста ордена «За заслуги перед Итальянской Республикой» (2005)[7]
- Великий офицер ордена «За заслуги перед Итальянской Республикой» (1985)[8]
- Большой крест pro Piis Meritis Melitensi (Мальтийский орден, 2006 год)[9]